# Czysty monopol
Czysty monopol – rynek, na którym w roli sprzedawcy występuje tylko jedno przedsiębiorstwo.

## Założenia czystego (pełnego)monopolu
- produkty są jednorodne, lub zróżnicowane. Nie istnieją ich bliskie substytuty,
- na rynku jest wielu kupujących i jeden sprzedający (monopol podaży) bądź jeden kupujący i wielu sprzedających (monopol popytu, czyli monopson)
- istnieje doskonała informacja o rynku. Oznacza to, że monopolista podaży zna popyt na produkowane przez siebie dobro, zaś monopolista popytu zna podaż dobra, którego potrzebuje
- występują bariery wejścia do działalności opanowanej przez monopol,
- cenodawczość – monopolista ustala cenę

Rodzaje monopoli:
- oligopol – występuje kilka podmiotów produkujących dany rodzaj dobra (np. przemysł samochodowy)
- duopol – dwa podmioty produkujące dany rodzaj dobra (np. do pewnego momentu rynek telefonii komórkowej)

## Bariery, z którymi musi się zmierzyć przedsiębiorstwo
- ekonomiczne – przedsiębiorstwo nie dysponuje dostatecznymi środkami by móc konkurować z monopolistą
- administracyjno-prawne – polityka protekcyjna państwa chroniąca krajowego producenta przed napływem na rynek produktów zagranicznych
- techniczne – np. ochrona patentowa

## Przyczyny powstawania monopolu
- założenia czystego (pełnego) monopolu,
- monopolista posiada patenty i prawa autorskie na produkt,
- monopolista jest jedynym i wyłącznym właścicielem strategicznego zasobu, niemającego bliskich substytutów,
- monopolista ma wyłączność sprzedaży danego towaru na danym obszarze
- monopolista posiada odpowiednio duży kapitał